# شؤون الجنسية وقانون الهجرة واللجوء لعام 2002
شؤون الجنسية وقانون الهجرة واللجوء لعام 2002 هو قانون صادر عن مجلس النواب في المملكة المتحدة. وقد تلقَّى الموافقة الملكية في 7 تشرين الثاني عام 2002.
قام هذا القانون بتغييرات كثيرة أبرزها وضْع قانون الحياة في المملكة المتحدة حيث لكل شخص الحق في السعي للجنسية أو الإقامة الدائمة في المملكة المتحدة.